# Leptepistomion
Leptepistomion là một chi bướm đêm thuộc họ Geometridae.